# Pinnixa barnhardti
Pinnixa barnhardti är en kräftdjursart som beskrevs av Rathbun 1918. Pinnixa barnhardti ingår i släktet Pinnixa och familjen Pinnotheridae. Inga underarter finns listade i Catalogue of Life.